# Аюб Хан
Мухамад Аюб Хан (на английски: Muhammad Ayub Khan; на урду: محمد ایوب خان) е пакистански генерал и втори президент на Пакистан, който узурпира поста на първия президент на страната, Искандер Мирза, чрез преврат през 1958 г. Народните демонстрации и трудови стачки, подсилвани от протестите в Източен Пакистан, в крайна сметка го принуждават да подаде оставка през 1969 г.
Обучен в британския Кралски военен колеж, Аюб Хан се сражава във Втората световна война като полковник в редиците на армията на Британска Индия, преди да се прехвърли към армията на Пакистан след разпадането на Британска Индия през 1947 г. Той командва 14-а дивизия в Източна Бенгалия и е повишен до главнокомандващ на пакистанската армия през 1951 г. от тогавашния министър-председател Лиакат Али Хан, прескачайки няколко по-старши офицера и разпалвайки противоречия. от 1953 до 1958 г. той служи като министър на отбраната и министър на вътрешните работи, подкрепяйки решението на президента Искандер Мирза за налагане на военно положение през 1958 г. Две седмици по-късно той поема поста на президент от Мирза, след срив на взаимоотношенията между въоръжените сили и цивилния президент.
След като генерал Мухамад Муса Хан е назначен за главнокомандващ пакистанската армия през 1958 г., политиката се килва към съюз със САЩ, позволяващ американски достъп до пакистанските съоръжения, включително до военновъздушната база на Пешавар, от която се осъществяват шпионски полети над Съветския съюз. Отношенията със съседен Китай се заздравяват, но се влошават със Съветския съюз през 1962 г. и с Индия през 1965 г. Индо-пакситанските отношения се подобряват след подписването на Ташкентската декларация от януари 1966 г. В Пакистан е въведена политика на приватизация и индустриализация, което прави икономиката на страната една от най-бързо растящите в Азия. По време на мандата на Аюб Хан са предприети няколко инфраструктурни програми, включващи построяването на водноелектрически централи, язовири и язовирни стени, приоритизиране на космическата програма, но и забавяне на ядрената програма.
През 1965 г. Аюб Хан участва в президентската надпревара като кандидат от Пакистанската мюсюлманска лига, изправяйки се срещу популярната независима Фатима Джина. След противоречиви резултати, той е избран за втори президентски мандат. Въпреки това, срещу него са повдигнати множество международни обвинения в изборна измама и в упълномощаването на политически убийства в Карачи. Освен това, договорът му с Индия е считан от множество пакистанци за унизяващ компромис. През 1967 г. недоволството срещу него нараства, когато демонстрации в цялата страна, водени от Зулфикар Али Бхуто, покрай рязкото покачване на цените на хранителните стоки. Подкрепата за него почти изчезва, когато през 1969 г. бенгалецът Муджибур Рахман разпалва въстание за независимост в Източен Пакистан. В крайна сметка, за да избегне още по-големи протести, той подава оставка и подканва главнокомандващия армията Яхя Хан да обяви военно положение за втори път.
Умира след тежко боледуване през 1974 г. Наследството му остава противоречиво. Под негово ръководство Пакистан претърпява икономическо възход в така нареченото „десетилетие на развитие“, но управлението му е критикувано за вмешателството на разузнавателни служби в националната политика, за концентрирането на пари от корупция в ръцете на няколко олигарси и за политиката му на сегрегация, която накрая довежда до разрушаването на националното единство и независимостта на Бангладеш.